# Jourdain (évêque)
Pour les articles homonymes, voir Jourdain (homonymie).
Jourdain (ou Jordan, ou Jordanes) fut évêque de Couserans, à Saint-Lizier dans l'actuelle Ariège de 1117 à 1120.

## Biographie
En novembre 1117, il consacra la cathédrale Saint-Lizier avec Raimond de Durban, évêque de Barbastro de 1104 à 1126 et natif de Durban-sur-Arize.